# Dôme du Goûter
Dôme du Goûter – szczyt w Masywie Mont Blanc, w grupie górskiej Mont Blanc. Leży na granicy między Francją (departament Górna Sabaudia), a Włochami (region Dolina Aosty).  Droga normalna na Mont Blanc prowadzi na wschód od głównego wierzchołka. Wejście z tej drogi na szczyt zajmuje kilka minut. Całkowite trudności wejścia określane są na PD+. 
Pierwszego wejścia dokonali J.M. Coutter i F. Cuidet 17 sierpnia 1784 r.